# Another World (album)
Another World – wydany w 1998 drugi solowy album gitarzysty zespołu Queen, Briana Maya. May zaczął nagrywać album w swoim domowym studio w 1996, po zakończeniu pracy z pozostałymi muzykami Queen nad albumem Made in Heaven. Album trafił na rynek w 1998. W tym samym roku Brian rozpoczął trasę koncertową Another World Tour. Podczas tej trasy Brian po raz pierwszy zawitał do Polski - 30 września odbył się koncert w warszawskim Klubie Stodoła.

## Lista utworów
1. „Space” (0:47)
2. „Business” (5:07)
3. „China Belle” (4:01)
4. „Why Don't We Try Again” (5:24)
5. „On My Way Up” (2:57)
6. „Cyborg” (3:54)
7. „The Guv'nor” (4:13)
8. „Wilderness” (4:52)
9. „Slow Down” (4:18) (cover Larry’ego Williamsa)
10. „One Rainy Wish” (4:05) (cover Jimiego Hendrixa)
11. „All The Way From Memphis” (5:16) (cover Iana Huntera)
12. „Another World” (7:30)

## Muzycy
- Brian May - we wszystkich utworach: wokal, programowanie, instrumenty
- Cozy Powell - perkusja w „Business”, „China Belle”, „The Guv'nor”, „Slow Down”, „One Rainy Wish” i „All The Way From Memphis”; perkusja i instrumenty perkusyjne w „Why Don't We Try Again"
- Steve Ferrone - perkusja w „Another World"
- Neil Murray - gitara basowa w „China Belle”, „Slow Down”, „Rainy Wish”,
- Ken Taylor - gitara basowa w „Another World"
- Jamie Moses - gitara w „Slow Down”
- Spike Edney - keyboardy w „Slow Down”
- London Metropolitan Orchestra pod batutą Michaela Kamena - skrzypce w „One Rainy Wish"
- Cathy Porther - chórki w „On My Way Up"
- Shelley Preston - chórki w „On My Way Up” i „All The Way From Memphis"
- Nikki Love - chórki w „All The Way From Memphis"
- Becci Glover - chórki w „All The Way From Memphis"
- Taylor Hawkins - perkusja w „Cyborg"
- Jeff Beck - gitara w „The Guv'nor"
- Ian Hunter - gościnna mowa w „All The Way From Memphis"

## Dodatkowe informacje o albumie
- Aranżacje i produkcja - Brian May
- Inżynier i ko-producent - Justin Shirley-Smith
- Nagrywany w Allerton Hill Studio od 1996 roku do 1998 roku
- Kierownik produkcji - Jim Beach
- Terapia i opieka podczas pracy - Julie Glover
- Projekt okładki - Richard Gray
- Nadzór nad sprzętem - Pete Malandrone